# Iwasawa-Zerlegung
Die Iwasawa-Zerlegung halbeinfacher Lie-Gruppen verallgemeinert die Tatsache, dass sich jede quadratische Matrix auf eindeutige Weise als Produkt aus einer orthogonalen Matrix und einer oberen Dreiecksmatrix darstellen lässt. Sie ist nach Kenkichi Iwasawa (1949) benannt, der sie für reelle halbeinfache Liegruppen einführte.

## Spezialfall: Matrizen
Ein Spezialfall ist die eindeutige Darstellung jedes Elementes der speziellen linearen Gruppe {\displaystyle {\textrm {SL}}(n,\mathbb {R} )} als Produkt von drei Elementen.
Sei {\displaystyle K} die spezielle orthogonale Gruppe {\displaystyle {\textrm {SO}}(n,\mathbb {R} )}, {\displaystyle A} die Menge der Diagonalmatrizen mit positiven Diagonaleinträgen, deren Produkt {\displaystyle 1} beträgt, und {\displaystyle N} die Menge der Dreiecksmatrizen, auf deren Diagonalen überall Einsen stehen. Dann existieren für jedes   {\displaystyle g\in {\textrm {SL}}(n,\mathbb {R} )}   eindeutig bestimmte   {\displaystyle k\in K,a\in A,n\in N}  derart, dass {\displaystyle g=kan}.
(Vergleiche QR-Zerlegung.)

## Allgemeiner Fall
Sei {\displaystyle G} eine halbeinfache Lie-Gruppe. Dann gibt es eine Zerlegung
{\displaystyle G=KAN}
mit einer kompakten Untergruppe {\displaystyle K}, einer abelschen Untergruppe {\displaystyle A} und einer nilpotenten Untergruppe {\displaystyle N}, so dass sich jedes Element {\displaystyle g\in G} auf eindeutige Weise als Produkt
{\displaystyle g=kan}
mit {\displaystyle k\in K,a\in A,n\in N} zerlegen lässt. 
Die Zerlegung {\displaystyle G=KAN} ist nicht eindeutig bestimmt. Jede Zerlegung mit den obigen Eigenschaften heißt Iwasawa-Zerlegung.
Die Methode ist benannt nach ihrem Entwickler Iwasawa Kenkichi.